# Élection gouvernorale de 2021 dans le kraï de Khabarovsk
L'élection gouvernorale du kraï de Khabarovsk de 2021 a eu lieu du 17 au 19 septembre 2021, lors des élections infranationales russes de 2021, et en même temps que les élections législatives russes. Le gouverneur par intérim du LDPR Mikhaïl Degtiariov est élu à 56,81 % des suffrages.

## Contexte
En 2018, Sergueï Fourgal (LDPR) remporte l'élection au poste de gouverneur du kraï de Khabarovsk face au candidat du parti Russie unie,. L'homme politique gagne rapidement une grande popularité auprès des citoyens en réduisant les dépenses de son administration, y compris son salaire, et le nombre de fonctionnaires. De plus, il est connu pour sa politique d'austérité au détriment des hommes politiques.
En 2019, les élections à l'assemblée législative du kraï de Khabarovsk conduisent à la défaite du parti pro-gouvernemental.
Le 20 juillet 2020, le président russe Vladimir Poutine a nommé Degtiariov gouverneur par intérim du kraï de Khabarovsk, après l'arrestation du gouverneur Sergueï Fourgal,. Le 21 juillet 2020, Degtiariov a été présenté au gouvernement du kraï de Khabarovsk.

## Procédure de nomination et d'inscription

### Droit de présenter des candidats
Dans le kraï de Khabarovsk, les candidats sont désignés uniquement par des partis politiques ayant le droit de participer aux élections conformément aux lois fédérales. Cependant, les candidats ne doivent pas nécessairement être membres d’un parti. La candidature sans étiquette n'est pas possible.
Un citoyen de la fédération de Russie ayant atteint l'âge de 30 ans peut être élu gouverneur du kraï de Khabarovsk.

### Filtre municipal
Un candidat postulant au poste de gouverneur du kraï de Khabarovsk doit recueillir en sa faveur au moins 8 % des signatures des députés et chefs de municipalités. Il y avait 2 379 personnes députés et chefs de municipalités dans la région en juillet 2021. Ainsi, il a fallu recueillir au moins 191 signatures et pas plus de 200. Parallèlement, au moins 28 d'entre elles doivent être au niveau des raïons (il y en a 17 dans la région) et des okrougs urbains (il y en a deux d'entre eux : Khabarovsk et Komsomolsk-sur-l'Amour). De plus, les signatures doivent être soumises par au moins des personnes de 15 raïons et okrougs urbains.

### Candidats
Lors de son inscription, chaque candidat doit présenter une liste de trois personnes, dont l'une, si le candidat est élu gouverneur, deviendra sénateur au Conseil de la Fédération du gouvernement régional. La nouvelle procédure de formation du Conseil de la Fédération est entrée en vigueur en décembre 2012.
| Candidat             | Emploi (au moment de la candidature) | Parti                                       | Statut                  |
| -------------------- | --- | ------------------------------------------- | ----------------------- |
| Mikhaïl Degtiariov   | Gouverneur par intérim du kraï de Khabarovsk | LDPR                                        | Inscrit                 |
| Vladimir Parfenov    | Chef de la branche de Khabarovsk du Parti des retraités | Parti des retraités                         | Inscrit                 |
| Marina Kim           | Présentatrice TV et journaliste | Russie juste                                | Inscrit                 |
| Piotr Perevezentsev  | Chef de la branche de Khabarovsk du Parti communiste de la Fédération de Russie | Parti communiste de la Fédération de Russie | Inscription refusée     |
| Mikael Bagdasaryan   | Chef du Département d'Organisation et de Production de l'organisme public « Alliance socio-progressiste pour l'assistance scientifique, théorique et pratique à la croissance sociale, économique et culturelle des régions » Croissance des régions » | Parti écologiste russe « Les Verts »        | a retiré sa candidature |
| Vladimir Tchernychov | journaliste | Nouvelles personnes                         | Inscription refusée     |
| Babek Mamedov        | Directeur général de la SARL Sfera | Rodina                                      | Inscrit                 |
| Igor Logvinov        | Directeur exécutif d'EcoCity LLC, député de la Douma municipale de Ioujno-Sakhalinsk | Alternative verte                           | Inscription refusée     |

## Résultats
| Candidats              | Candidats              | Partis                 | 1er tour | 1er tour |
| Candidats              | Candidats              | Partis                 | Voix     | %        |
| ---------------------- | ---------------------- | ---------------------- | -------- | -------- |
|                        | Mikhaïl Degtiariov     | LDPR                   | 237 818  | 56,77    |
|                        | Marina Kim             | SRZP                   | 106 532  | 25,43    |
|                        | Vladimir Parfenov      | RPPSS                  | 41 986   | 10.02    |
|                        | Babek Mamedov          | Rodina                 | 14 806   | 3.53     |
| Votes valides          | Votes valides          | Votes valides          | 401 142  | 95,75    |
| Votes nuls             | Votes nuls             | Votes nuls             | 17 790   | 4.25     |
| Total                  | Total                  | Total                  | 418 932  | 100      |
| Inscrits/Participation | Inscrits/Participation | Inscrits/Participation | 418 932  | 43,82    |